# Résolution 1285 du Conseil de sécurité des Nations unies
Membres permanents
- Chine
- États-Unis
- France
- Royaume-Uni
- Russie

Membres non permanents
- Argentine
- Bangladesh
- Canada
- Jamaïque
- Malaisie
- Mali
- Namibie
- Pays-Bas
- Tunisie
- Ukraine

Résolution no 1284 Résolution no 1286
La résolution 1285 du Conseil de sécurité des Nations unies, adoptée à l'unanimité le 13 janvier 2000, après avoir rappelé les résolutions précédentes sur la Croatie, notamment les résolutions 779 (1992), 981 (1995), 1147 (1998), 1183 (1998), 1222 (1999) et 1252 (1999), a autorisé la Mission d'observation des Nations unies à Prevlaka (MONUP) à poursuivre la surveillance de la démilitarisation de la péninsule de Prevlaka en Croatie jusqu'au 15 juillet 2000. Ce fut la première résolution adoptée par le Conseil de sécurité au cours de l'année 2000.
Ce dernier reste préoccupé par les violations du régime de démilitarisation et les restrictions imposées à la liberté de mouvement des observateurs des Nations unies. Toutefois, certains développements positifs ont eu lieu. Il s'est félicité de l'ouverture des points de passage entre la Croatie et le Monténégro. Il a facilité le trafic civil et commercial sans incidents de sécurité, ce qui représente une mesure de confiance significative entre les deux pays.
La Croatie et la république fédérale de Yougoslavie (Serbie et Monténégro) ont été invitées à mettre pleinement en œuvre un accord sur la normalisation de leurs relations, à cesser les violations du régime de démilitarisation, à réduire les tensions et à garantir la liberté de mouvement des observateurs des Nations unies. Le secrétaire général Kofi Annan a été invité à faire rapport avant le 15 avril 2000 sur les recommandations de mesures de confiance entre les deux parties. Enfin, la Force de stabilisation (SFOR, acronyme anglais de Stabilisation Force), autorisée par la résolution 1088 (1996) et prolongée par la résolution 1247 (1999), était tenue de coopérer avec la MONUP.

## Voir également
- Dislocation de la Yougoslavie
- Guerre de Croatie
- Guerres de Yougoslavie